# Bożenna Stokłosa
Bożenna Stokłosa – niezależna krytyczka i badaczka sztuki XX i XXI wieku oraz tłumaczka z języka angielskiego. 

## Życiorys
Bożenna Stokłosa jest absolwentką socjologii i historii sztuki na Uniwersytecie Jagiellońskim oraz studiów doktoranckich w Instytucie Filozofii i Socjologii PAN. Autorka niepublikowanej rozprawy doktorskiej o ruchu artystycznym w PRL-u (tworzonym przez grupy artystyczne i galerie autorskie), na podstawie której otrzymała tytuł doktora nauk humanistycznych w Instytucie Sztuki PAN. Członkini Międzynarodowego Stowarzyszenia Krytyków Sztuki AICA i Stowarzyszenia Tłumaczy Polskich. 
Autorka przekładów kilkuset haseł w polskiej edycji Encyclopædia Britannica i stu biogramów artystów anglojęzycznych w Wielkiej Encyklopedii PWN. Tłumaczka ponad sześćdziesięciu książek. Autorka ponad stu artykułów naukowych i krytycznych, opublikowanych w Polsce i za granicą, m.in. w magazynach „Obieg” i „SZUM” oraz w „Magazynie Sztuki”.   
Stypendystka Ministerstwa Kultury i Dziedzictwa Narodowego w 2004. Realizatorka projektu badawczego obejmującego polityczny kontekst sztuki w PRL-u. 
Mieszka i pracuje w Warszawie. 

## Wybrane tłumaczenia
- J.G. Ballard, W pośpiechu do raju, Warszawa 1996 (Amber), wyd. II Katowice 1996 („Książnica”), ISBN 83-7082-960-0
- Charles van Doren, Historia wiedzy od zarania dziejów do dziś (rozdziały 8-15, Warszawa 1997, al fine), ISBN 83-86829-51-6
- Theodore Zeldin, Intymna historia ludzkości (W.A.B., Warszawa 1998), ISBN 978-83-87021-37-5[7]
- Walter Laqueur, Faszyzm wczoraj * dziś * jutro (Da Capo, Warszawa 1998), ISBN 978-83-7157-229-6
- Marcia Lewis, Prywatne życie trzech tenorów (Świat Książki, Warszawa 1999), ISBN 83-7129-582-0[8]
- Sarah Carr-Gomm, Słownik symboli w sztuce, RM, Warszawa 2001, ISBN 83-7243-478-6
- Carolly Erickson, Elżbieta I (Świat Książki, Warszawa 2001), ISBN 83-7227-424-X[9]
- Jack Tresidder, Słownik symboli, Warszawa 2001, 2005 (Wydawnictwo RM), ISBN 83-7243-119-1
- Armando Favazza, Religia i psychologia (Świat Książki, Warszawa 2006), ISBN 978-83-247-0042-4
- Melvin Burgess, Twarz Sary (Albatros, Warszawa 2009), ISBN 978-83-7359-823-2
- Daniel Mersey, Słynni wojownicy. Legendy i historia (Bauer-Weltbild Media, Warszawa 2009), ISBN 978-83-258-0017-8
- Patrick Gale, Dom w Kornwalii (Nasza Księgarnia, Warszawa 2010), ISBN 978-83-10-11829-5
- Stan Lauryssens, Dali i ja (Świat Książki, Warszawa 2011), ISBN 978-83-247-0777-5
- Nick Rowling, Sztuka. Przewodnik (Muza S.A., Warszawa 2012), ISBN 978-83-7758-132-2
- Nick i Tessa Souter, Ilustracje. Przewodnik (Muza S.A., Warszawa 2012), ISBN 978-83-7758-130-8
- Nick Souter, Stewart Newman, Plakat i reklama. Przewodnik (Muza S.A., Warszawa 2012), ISBN 978-83-7758-131-5[10]
- Susan Sellers, Vanessa i Virginia (Świat Książki, Warszawa 2014), ISBN 978-83-7943-239-4[11]
- Steven Naifeh, Gregory White Smith, Van Gogh. Życie (Świat Książki, Warszawa 2015 (cz. I, II, rozdz.33-38), ISBN 978-83-8031-972-1
- Paula Rawsthorne, W cudzym ciele (Zielona Sowa, Warszawa 2018), ISBN 978-83-8073-964-2
- Chelsea Pitcher, To kłamstwo cię zabije (Zielona Sowa, Warszawa 2020), ISBN 978-83-8154-546-4

## Wybrane artykuły
- Contemporary Polish Art [w:] Contemporary Art From Poland, The Walter Phillips Gallery, The Banff Centre School of Fine Arts, 1986 [katalog]
- Awangarda na Zachodzie i w Polsce, „Magazyn Artystyczny”, 2(63), kwiecień/maj 1989
- Grupa młodych plastyków (zwana także grupą nowoczesnych), Grupa Samokształceniowa Związku Akademickiej Młodzieży Polskiej, Grupa z Nowej Huty, Grupa Krakowska, „Współczesność” [w:] Polskie życie artystyczne w latach 1945-1960, pod red. Aleksandra Wojciechowskiego, Zakład Narodowy im. Ossolińskich, Wydawnictwo PAN, Wrocław-Warszawa-Kraków 1992
- O Gruppie jako grupie, „Artelier”, kwartalnik artystyczny, nr 1(2) 1993
- Awangarda według Bürgera/The Avant-Garde according to Bürger, „Obieg”, nr 1-2 (75-76) 2007[12]
- Odwilż/The Thaw. Wokół badań nad przebiegiem procesu destalinizacji kultury w Polsce/On the Study of the Process of De-Stalinisation of Culture in Poland, „Obieg”, nr 1-2(77-78) 2008
- Świat sztuki – czym jest i jak go badać? Esej na kanwie książek: Sarah Thornton, Siedem dni w świecie sztuki, Warszawa 2011
- H. van Maanen, How to Study Art Worlds. On the Societal Functioning of Aesthetic Values, Amsterdam 2009, „Magazyn Sztuki w sieci”, 2011 (wydawany do 2020 r.)
- Trickster – mythical deity, archetype and figure of a creator [w:] Trickster Strategies in the Artists’ and Curatorial Practice (Warsaw-Toruń 2012)
- Edward Krasiński. Droga niebieskiego paska – tekst i kontekst, „Magazyn Sztuki w sieci”, 2013 (wydawany do 2020 r.)
- Young Generation of Curators and Artists at the Foksal Gallery in Warsaw, Poland, and their Attitude towards its History,  „Magazyn Sztuki w sieci”, 2014 (wydawany do 2020 r.)
- Złudna wolność eksperymentów formalnych i kontaktów ze sztuką zachodnią. Relacje środowiska artystów plastyków w Polsce Ludowej/PRL ze strukturami władzy. Wstępne rozpoznanie i propozycje badawcze [w:] Nadzorcy. Ludzie i struktury władzy odpowiedzialni za działania wobec środowisk twórczych, naukowych i dziennikarskich, red. S. Ligarski, G. Majchrzak, IPN. Komisja Ścigania Zbrodni przeciwko Narodowi Polskiemu, Warszawa 2017 (materiały konferencji z września 2015 r.)
- WFF, czyli rzecz o Warsztacie w czasie dyskusji o postmodernizmie/WFF, or About the Workshop in the Days of Discussion of Post-Modernism [w:] W kręgu neoawangardy – Warsztat Formy Filmowej/In the Neo-Avant-garde Circle, przedmowa Anda Rottenberg, redakcja Marzena Bomanowska, Alicja Cichowicz, Muzeum Kinematografii w Łodzi, Łódź 2017, (pierwodruk: Polska Fotografia Artystyczna. IV Sympozjum Historyczne. 150 lat fotografii 1839-1989, Szczecin, 19–21 maja 1989, mat. cz. II).
- Obrazy Agnieszki Niziurskiej, wstęp do katalogu wystawy Jest pięknie. Agnieszka Niziurska, Galeria Apteka Sztuki 6-28 września 2024, s. 7-18.[13]